# Vladimir Khozin
Bản mẫu:Eastern Slavic name
Vladimir Vyacheslavovich Khozin (tiếng Nga: Владимир Вячеславович Хозин; sinh ngày 3 tháng 7 năm 1989) là một cầu thủ bóng đá người Nga. Hiện tại anh thi đấu ở vị trí hậu vệ phải cho F.K. Ural Sverdlovsk Oblast.

## Sự nghiệp câu lạc bộ
Anh ra mắt chuyên nghiệp tại Giải bóng đá ngoại hạng Nga năm 2007 cho F.K. Rostov.

## Thống kê sự nghiệp

### Câu lạc bộ
Tính đến 8 tháng 12 năm 2017
| Câu lạc bộ                 | Mùa giải            | Giải vô địch                | Giải vô địch | Giải vô địch | Cúp     | Cúp       | Châu lục | Châu lục  | Khác    | Khác      | Tổng cộng | Tổng cộng |
| Câu lạc bộ                 | Mùa giải            | Hạng đấu                    | Số trận      | Bàn thắng    | Số trận | Bàn thắng | Số trận  | Bàn thắng | Số trận | Bàn thắng | Số trận   | Bàn thắng |
| -------------------------- | ------------------- | --------------------------- | ------------ | ------------ | ------- | --------- | -------- | --------- | ------- | --------- | --------- | --------- |
| F.K. Rostov                | 2006                | Giải bóng đá ngoại hạng Nga | 0            | 0            | 0       | 0         | –        | –         | –       | –         | 0         | 0         |
| F.K. Rostov                | 2007                | Giải bóng đá ngoại hạng Nga | 1            | 0            | 0       | 0         | –        | –         | –       | –         | 1         | 0         |
| F.K. Rostov                | Tổng cộng           | Tổng cộng                   | 1            | 0            | 0       | 0         | 0        | 0         | 0       | 0         | 1         | 0         |
| F.K. Moskva                | 2008                | Giải bóng đá ngoại hạng Nga | 0            | 0            | 0       | 0         | 0        | 0         | –       | –         | 0         | 0         |
| F.K. Moskva                | 2009                | Giải bóng đá ngoại hạng Nga | 0            | 0            | 0       | 0         | –        | –         | –       | –         | 0         | 0         |
| F.K. Moskva                | Tổng cộng           | Tổng cộng                   | 0            | 0            | 0       | 0         | 0        | 0         | 0       | 0         | 0         | 0         |
| F.K. Krylia Sovetov Samara | 2010                | Giải bóng đá ngoại hạng Nga | 2            | 0            | 0       | 0         | –        | –         | –       | –         | 2         | 0         |
| F.K. Torpedo Moskva        | 2011–12             | FNL                         | 38           | 9            | 1       | 0         | –        | –         | –       | –         | 39        | 9         |
| F.K. Alania Vladikavkaz    | 2012–13             | Giải bóng đá ngoại hạng Nga | 27           | 3            | 0       | 0         | –        | –         | –       | –         | 27        | 3         |
| F.K. Alania Vladikavkaz    | 2013–14             | FNL                         | 15           | 3            | 1       | 1         | –        | –         | –       | –         | 16        | 4         |
| F.K. Alania Vladikavkaz    | Tổng cộng           | Tổng cộng                   | 42           | 6            | 1       | 1         | 0        | 0         | 0       | 0         | 43        | 7         |
| FC Ural Yekaterinburg      | 2013–14             | Giải bóng đá ngoại hạng Nga | 11           | 2            | –       | –         | –        | –         | –       | –         | 11        | 2         |
| FC Ural Yekaterinburg      | 2014–15             | Giải bóng đá ngoại hạng Nga | 29           | 3            | 1       | 0         | –        | –         | 1       | 0         | 31        | 3         |
| FC Ural Yekaterinburg      | 2015–16             | Giải bóng đá ngoại hạng Nga | 14           | 0            | 1       | 0         | –        | –         | –       | –         | 15        | 0         |
| FC Ural Yekaterinburg      | 2016–17             | Giải bóng đá ngoại hạng Nga | 1            | 0            | 0       | 0         | –        | –         | –       | –         | 1         | 0         |
| FC Ural Yekaterinburg      | 2017–18             | Giải bóng đá ngoại hạng Nga | 0            | 0            | 0       | 0         | –        | –         | –       | –         | 0         | 0         |
| FC Ural Yekaterinburg      | Tổng cộng           | Tổng cộng                   | 55           | 5            | 2       | 0         | 0        | 0         | 1       | 0         | 58        | 5         |
| Tổng cộng sự nghiệp        | Tổng cộng sự nghiệp | Tổng cộng sự nghiệp         | 138          | 20           | 4       | 1         | 0        | 0         | 1       | 0         | 143       | 21        |